# George Cukor
George Cukor (Nova Iorque, 7 de julho de 1899 – Los Angeles, 24 de janeiro de 1983) foi um cineasta norte-americano.

## Biografia
Filho de um advogado oriundo da Hungria, Cukor estreou no cinema como assistente técnico, em 1918. Mas foi em 1926, ao levar para o teatro o romance O Grande Gatsby de Scott Fitzgerald que ele conheceu o sucesso. Da Broadway migrou para Hollywood, em 1929.
Conhecido pela sensibilidade com que tratava temas relacionados com o universo feminino, era um artesão sutil da comédia e foi sempre um forte concorrente ao Oscar de melhor diretor, que levou em 1964 pela comédia musical My Fair Lady.
Além de My Fair Lady, ele conquistou público e crítica com filmes como A Costela de Adão, A Mulher Absoluta, Nasce uma Estrela (com Judy Garland), Justine, Viagens com Minha Tia e Ricas e Famosas, seu derradeiro filme.

## Carreira
Como diretor
- Grumpy (1930)
- The Virtuous Sin (1930)
- The Royal Family of Broadway (1930)
- Tarnished Lady (1931)
- Girls About Town (1931)
- What Price Hollywood? (1932)
- A Bill of Divorcement (1932)
- Rockabye (1932)
- Our Betters (1933)
- Dinner at Eight (1933)
- Little Women (1933)
- David Copperfield (1935)
- Sylvia Scarlett (1935)
- Romeo and Juliet (1936)
- Camille (1936)
- Holiday (1938)
- Zaza (1939)
- The Women (1939)
- Susan and God (1940)
- The Philadelphia Story (1940)
- A Woman's Face (1941)
- Two-Faced Woman (1941)
- Her Cardboard Lover (1942)
- Keeper of the Flame (1942)
- Gaslight (1944)
- Winged Victory (1944)
- A Double Life (1947)
- Edward, My Son (1949)
- Adam's Rib (1949)
- A Life of Her Own (1950)
- Born Yesterday (1950)
- The Model and the Marriage Broker (1951)
- The Marrying Kind (1952)
- Pat and Mike (1952)
- The Actress (1953)
- It Should Happen to You (1954)
- A Star Is Born (1954)
- Bhowani Junction (1956)
- Lust for Life (1956, com Vincente Minnelli)
- Les Girls (1957)
- Wild Is the Wind (1957)
- Heller in Pink Tights (1960)
- Let's Make Love (1960)
- Something's Got to Give (1962)
- The Chapman Report (1962)
- My Fair Lady (1964)
- Justine (1969)
- Travels with My Aunt (1972)
- Love Among the Ruins (1975)
- The Blue Bird (1976)
- The Corn Is Green (1979)
- Rich and Famous (1981)

### Prémios e indicações
- Recebeu cinco indicações ao Oscar de melhor diretor, por Little Women (1933), The Philadelphia Story (1940), A Double Life (1947), Born Yesterday (1950) e My Fair Lady (1964); venceu em 1964.
- Ganhou o BAFTA de melhor filme, por Let's Make Love (1960) e My Fair Lady (1964); venceu em 1964.
- Ganhou um Leão de Ouro no Festival de Veneza em 1982, em homenagem à sua carreira.